# Howell E. Jackson
Howell E. Jackson (Paris, 1832. április 8. – Nashville, 1895. augusztus 8.) az Amerikai Egyesült Államok szenátora (Tennessee, 1881–1886).